# Cantone di Blanquefort
Il Cantone di Blanquefort era una divisione amministrativa dell'arrondissement di Bordeaux.
A seguito della riforma approvata con decreto del 20 febbraio 2014, che ha avuto attuazione dopo le elezioni dipartimentali del 2015, è stato soppresso.

## Composizione
Comprendeva i comuni di:
- Blanquefort
- Eysines
- Ludon-Médoc
- Macau
- Parempuyre
- Le Pian-Médoc